# 7102 Neilbone
A 7102 Neilbone (ideiglenes jelöléssel 1936 NB) a Naprendszer kisbolygóövében található aszteroida. Cyril Jackson fedezte fel 1936. július 12-én.